# Área Nacional de Recreación El Boliche
Die Área Nacional de Recreación El Boliche befindet sich 45 km südlich der ecuadorianischen Hauptstadt Quito. Das 3,95 km² große Schutzgebiet wurde 1979 eingerichtet.

## Lage
Die Área Nacional de Recreación El Boliche befindet sich in den Anden am Westfuß des Vulkans Rumiñahui auf Höhen zwischen 3484 m und 3726 m. Das Gebiet liegt an der Grenze der Provinzen Cotopaxi und Pichincha. Es grenzt im Osten an den Nationalpark Cotopaxi. Das Schutzgebiet liegt an der kontinentalen Wasserscheide. Nach Norden fließt das Wasser über den Río Guayllabamba gen Pazifik, nach Süden über den Río Patate, Quellfluss des Río Pastaza, gen Atlantik. 

## Ökologie
Das Schutzgebiet ist bekannt für seine Kiefern- und Wacholder-Pflanzungen. Diese wurden im Jahr 1928 auf dem ursprünglich mit Páramo-Vegetation bewachsenen Areal angelegt, damit sich die erodierten Böden erholen. Tatsächlich war dieser Eingriff in die Natur nachteilig für die Biodiversität. In den höheren Lagen gibt es kleinere Flächen mit Páramo. Zur Vogelwelt gehören Ameisenpittas (Grallariidae), Dickichtvögel (Atrichornis), Tyrannen (Tyrannidae) und Nachtschwalben (Caprimulgidae). Zu den Säugetieren gehören der Langschwanzwiesel (Mustela frenata), der Weißwedelhirsch (Odocoileus virginianus) und der Andenschakal (Lycalopex culpaeus). Ferner gehören zur Tierwelt Beutelfrösche (Gastrotheca) und Kielschwanzleguane (Tropiduridae).

## Infrastruktur
Die Bahnlinie von Quito nach Latacunga führt an dem Schutzgebiet vorbei. Dort befindet sich der Bahnhof Estación El Boliche. Von der Fernstraße E35 zweigt eine etwa 3 km lange Straße ab, die zum Schutzgebiet führt.